# Hyalina styria
Hyalina styria är en snäckart som beskrevs av Dall 1889. Hyalina styria ingår i släktet Hyalina och familjen Marginellidae.

## Underarter
Arten delas in i följande underarter:
- H. s. styria
- H. s. minor